# Sebeșu de Sus
Sebeșu de Sus – wieś w Rumunii, w okręgu Sybin, w gminie Racovița. W 2011 roku liczyła 738 mieszkańców.